# Anja Rützel

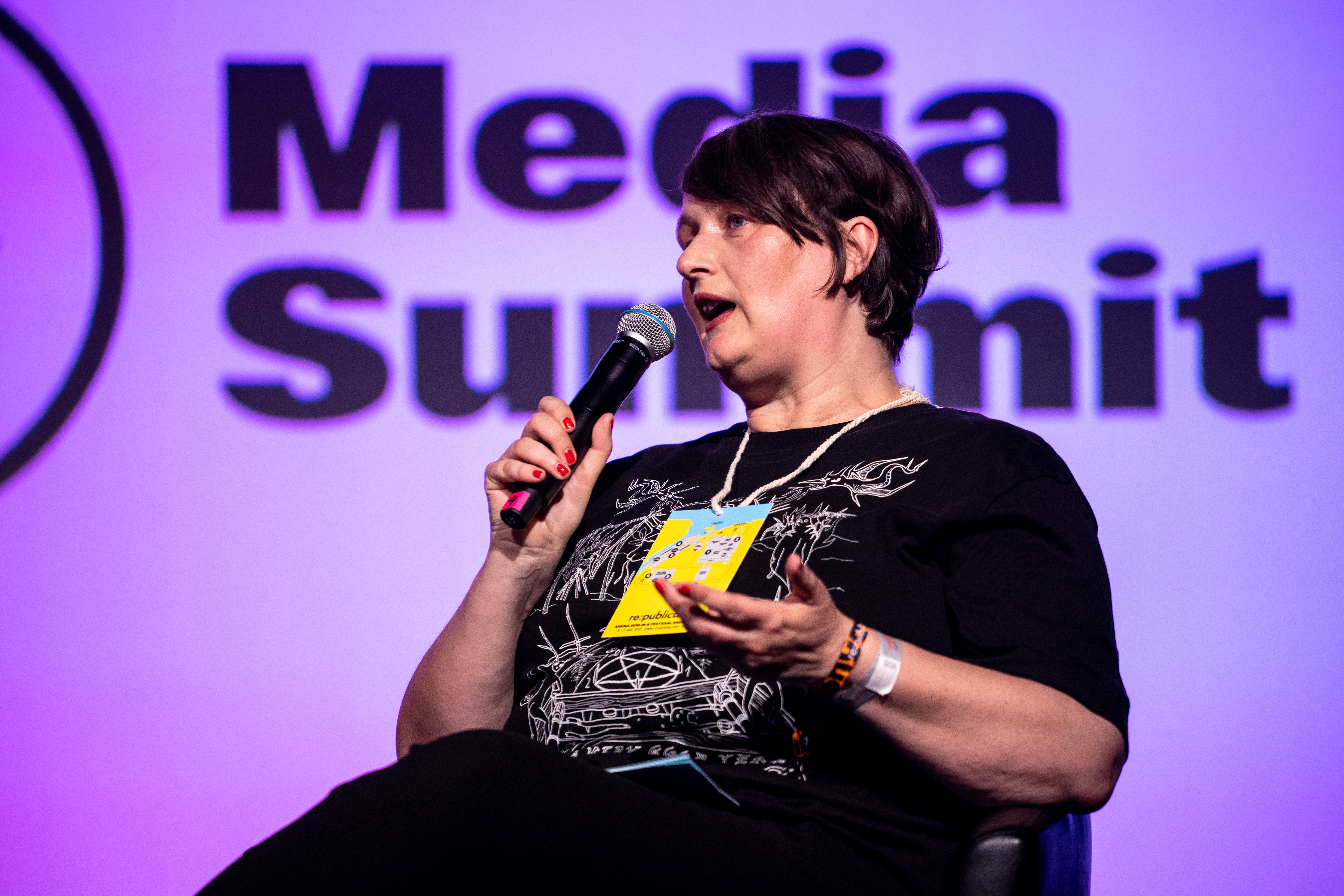
Anja Rützel (2023)

Anja Charlotte Rützel (* 12. März 1973 in Würzburg) ist eine deutsche Journalistin und Autorin.

## Leben
Rützel studierte Rhetorik und Kulturwissenschaft in Tübingen. Kurz vor Abschluss ihrer Magisterarbeit zum Thema „Visuelle Rhetorik: Sex in der Werbung“ verwarf sie diese und schrieb stattdessen über „Die Macht der Rede in Buffy the Vampire Slayer“.
Rützel arbeitete als Redakteurin und Kolumnistin bei der Financial Times Deutschland bis zur Einstellung der Zeitung Ende 2012. Sie ist Mitbegründerin der Wirtschaftszeitschrift Business Punk und wirkte auch dort als Redakteurin mit. Später schrieb sie für das Kulturressort von Spiegel Online, zunächst im Bereich Musik, dann wechselte sie in den Bereich Fernsehen, wo sie auch heute noch tätig ist. Insbesondere ihre zuweilen bissigen Kommentare zu Fernsehsendungen wie dem Dschungelcamp oder Der Bachelor steigerten ihre Popularität. Neben Spiegel Online schrieb sie unter anderem auch für das SZ-Magazin, Wired, Spex, RP Online, Impulse oder Geo.
Im April 2019 geriet Rützel nach einer Kritik an der Komikerin Enissa Amani kurzzeitig in die Schlagzeilen. Nach einem wütenden Aufruf Amanis bei Instagram überzogen zahlreiche Nutzer Rützel in sozialen Netzwerken mit Beleidigungen und bezeichneten sie unter anderem als Rassistin. Rützel hatte scherzhaft ihre Zustimmung zu der überspitzten Ankündigung einer Auswanderung Amanis nach Nicaragua signalisiert, nachdem Amani dies in einer Rede angedroht hatte, sofern sie weiterhin als Komikerin bezeichnet werden sollte. Auslöser für die folgende Eskalation war angeblich, dass unter anderem auch der AfD-Politiker Andreas Winhart, mit dem Amani einen Rechtsstreit wegen Beleidigung führt, den Artikel Rützels teilte.
Seit Juni 2020 moderiert sie zusammen mit Jan Köppen den Audible-Podcast Kützel und Röppen. Außerdem ist sie Moderatorin von Audibles Schnauze – der Hundepodcast. 2023 betrieb sie den Podcast Verbrechen am Fernsehen. 
Seit Mai 2025 bespricht sie mit Jochen Schropp Reality-TV-Sendungen im Podcast Sendepause Fehlanzeige.
Seit Juni 2025 moderiert sie zusammen mit der Tierkommunikatorin Claudi Widder den Podcast Studio Schnabel – der Telepfotie-Podcast, in dem die beiden über telepathische Kommunikation mit Tieren sprechen.
Rützel veröffentlichte mehrere Bücher, die sich den Themen Fernsehen (Trash-TV), Tieren (Saturday Night Biber) und Einsamkeit (Lieber allein als gar keine Freunde) widmen.
Sie lebt in Berlin.

## Werke
- Trash-TV. Reclam, Stuttgart, 2017. ISBN 978-3-15-020433-7
- Saturday Night Biber. Fischer Taschenbuch, Frankfurt am Main, 2017. ISBN 978-3-596-29605-7
- Lieber allein als gar keine Freunde. Fischer Taschenbuch, Frankfurt am Main, 2018. ISBN 978-3-596-29777-1 (Audible-Hörbuch erschienen 2022)
- Anja Rützel über Take That. Kiepenheuer & Witsch, Köln, 2019. ISBN 978-3-462-05324-1
- Schlafende Hunde: Berühmte Menschen und ihre Haustiere – zehn Liebesgeschichten. Kiepenheuer & Witsch, Köln, 2020, ISBN 978-3-462-05232-9
- Bei ihrer Rückkehr findet Inge Meysel nur noch ein paar Knöchelchen. SuKuLTuR, Berlin, 2021, ISBN 978-3-95566-132-8